# Goodman, Mississippi
Goodman là một thành phố thuộc quận Holmes, tiểu bang Mississippi, Hoa Kỳ. Năm 2010, dân số của thành phố này là 1 386 người.

## Dân số
- Dân số năm 2000: 1 240 người.
- Dân số năm 2010: 1 386 người.